# 東榮寺 (福島市)
東榮寺（とうえいじ）は、福島県福島市飯野町青木にある日蓮本宗の寺院である。山号は妙巖山という。

## 起源と歴史
- 1400年（応永7年）5月、日元上人が開基したとされている。当初は立子山一圓寺の塔頭で東之坊と号する。
- 1710年（宝永7年）、東榮寺と改称し本山要法寺の直末寺となる。
- 1720年（享保5年）、本堂を再建。
- 1876年（明治9年）、富士門流の統一教団日蓮宗興門派の結成に参加。
- 1893年（明治26年）、客殿を再建。
- 1899年（明治32年）、日蓮宗興門派は日蓮本門宗（本門宗）と改称。
- 1941年（昭和16年）、本門宗は一致派の日蓮宗、勝劣派の顕本法華宗とともに三派合同を行い、日蓮宗を結成。
- 1950年（昭和25年）12月、本山要法寺とともに日蓮宗から独立、日蓮本宗を結成（要法寺の旧末寺34ヶ寺は日蓮宗に残留。うち島根県内の旧末寺二十数ヶ寺は興統法縁会島根尊門会を組織している)。
- 1969年（昭和44年）、客殿を再建。
- 2001年（平成13年）、庫裏を再建。
- 2012年（平成24年）、鐘楼を再建。

## 歴代住職
| 代        | 日号 | 阿闍梨号・院号 | 御遷化年月日                                               | 享年 | 備考                                 |
| --------- | ---- | -------------- | ---------------------------------------------------------- | ---- | ------------------------------------ |
| 開基      | 日尊 | 大夫阿闍梨     | 興国6年5月8日（1345年）南朝 康永4年5月8日（1345年）北朝    | 81歳 | 山城・本山要法寺御開山 36箇寺建立    |
| 2世       | 日嚴 | 蓮妙阿闍梨     | 正平22年4月18日（1367年）南朝 貞治6年4月18日（1367年）北朝 |      | 山城・本山要法寺9祖 山城・實成院開基 |
| 3世       | 日源 | 本是院         | 應永9年6月10日（1402年）                                   |      | 山城・本山要法寺6祖 岩代・妙泉寺開基 |
| 4世・開基 | 日元 | 壽量院         | 應永27年7月18日（1420年）                                  | 81歳 |                                      |
|           |      |                |                                                            |      |                                      |
|           |      |                |                                                            |      |                                      |

## 所在地
- 福島県福島市飯野町青木字東栄寺20